# Rex Orange County
Alexander O'Connor (Hampshire, 4 de maio de 1998), mais conhecido por seu nome artístico Rex Orange County, é um cantor e compositor britânico. Nasceu e cresceu na vila de Grayshott, perto de Haslemere, Surrey.

## Origem do nome
O nome Rex Orange County veio de um apelido dado a ele por um professor, the OC, referenciando a série televisiva "The O.C.". (The O.C.: abreviação de "Orange County").

## Infância
Aos cinco anos, O'Connor fazia parte do coral da escola onde sua mãe trabalhava. Ele cresceu ouvindo Queen, ABBA, Green Day e Weezer, junto com mais artistas soul clássicos, como Stevie Wonder, que também o inspirou. Ele é um baterista, pianista autodidata, e começou a tocar violão quando tinha 16 anos. Nesta idade, ele começou a produzir sua própria música no software Logic.
Aos 16 anos foi para a BRIT School, começando como baterista. Rex era um dos quatro percussionistas do seu ano, isso o expôs a novos estilos de músicas. A relativa consciência de seu instrumento primário proporcionou a ele ampla exposição a vários projetos em sua escola. Rex Orange County é um multi-instrumentista, e além de cantar e tocar bateria, guitarra e piano, ele produz seus próprios projetos.

## Carreira
Em 2015, Rex Orange County lançou seu álbum "bcos u will never b free" gratuitamente no SoundCloud. O que chamou a atenção de produtor de discos Two Inch Punch, que lhe forneceu uma equipe de gerenciamento. Eles também colaboraram em algumas músicas - "UNO", "Best Friend" e "Untitled". Isso também chamou a atenção de Tyler, The Creator. Tyler enviou-lhe um e-mail, apreciando o álbum, e ele também levou Rex para Los Angeles para trabalhar em Flower Boy.
Rex Orange County compartilhou online a gravação DIY "UNO" em 2016, quando tinha 18 anos. A revista Clash escreveu: "O riff de teclado sustenta seu vocal meio falado hipnótico, que muda de tópico para tópico em uma explosão nebulosa de mania criativa."
Em 2017, ele lançou seu segundo álbum, Apricot Princess. O nome vem do nome de seu animal de estimação e de sua namorada, Thea. Três meses após o lançamento de seu segundo álbum, Rex Orange County apareceu no álbum de Tyler, The Creator, Flower Boy; ele contribuiu com os vocais e co-escreveu as canções "Boredom" e "Foreword". Seu trabalho foi comparado a "outros artistas adolescentes artísticos e pós-gêneros".
A partir de 9 de maio de 2018, a faixa mais popular de Rex Orange County no Spotify foi "Loving Is Easy", criada em colaboração com o artista holandês Benny Sings. A música recebeu um cover pela cantora sueca Tove Styrke. Em 16 de abril de 2018, Rex Orange County cantou a canção em sua estréia na televisão no The Tonight Show Starring Jimmy Fallon. Em 31 de maio de 2018, Rex Orange County lançou um cover de "You've Got a Friend in Me", tocando junto com Randy Newman, o criador da música.  Ele também foi destaque no programa Rise do Spotify.
Em 9 de outubro de 2018, Rex Orange County estava programado para se apresentar no programa de televisão francês Quotidien. O grupo participou de ensaios, mas retirou-se da apresentação ao vivo depois de ver um esquete de comédia da colaboradora regular Alison Wheeler, que incluía uma propaganda satírica zombando da Ku Klux Klan. A revista The Fader publicou em inglês que O'Connor explicou em um tweet naquela noite que achava que o esquete estava "em desacordo com meus valores fundamentais". The Fader e Just Jared também relataram que no dia seguinte O'Connor seguiu com outro tweet descrevendo o esquete como uma "piada de mau gosto" e afirmando: "Claramente eu não sou bom o suficiente para eles. Bem, pelo menos o KKK é! Justo.” De acordo com Quotidien em um segmento exibido no dia seguinte, durante os ensaios O'Connor, que não fala francês, viu imagens de vídeo que faziam parte do esboço de comédia sem entender o áudio e não percebeu que era sátira. Quotidien também relatou que as explicações para O'Connor em inglês pelos produtores do programa foram incapazes de resolver o mal-entendido. Em seu site francês, The Huffington Post observou que, à primeira vista, o esquete não parecia apoiar a supremacia branca e que, ao olhar mais de perto, estava claro que tal alegação era "totalmente falsa".
Em 14 de fevereiro de 2019, ele lançou um novo single chamado "New House".

## Vida pessoal
Em 2015, O'Connor começou a namorar a cantora e compositora britânica Thea Morgan-Murrell (conhecida profissionalmente como Thea), tendo se conhecido enquanto frequentavam a BRIT School juntos. Ele cantou sobre ela em várias de suas canções, e eles colaboraram nas faixas "Sycamore Girl" e "Never Had the Balls". Em 24 de novembro de 2020, ele confirmou no Twitter o fim do relacionamento.

### Acusações de agressão sexual
Em 10 de outubro de 2022, O'Connor compareceu à Corte de Southwark onde foi acusado de seis agressões sexuais que teriam ocorrido em junho de 2021. Ele se declarou inocente de todas e foi liberado, com um julgamento provisoriamente marcado para 3 de janeiro de 2023. Um representante do cantor divulgou uma declaração em seu nome que dizia: "Alex está chocado com as alegações, que ele nega, e espera limpar seu nome no tribunal. Ele não pode fazer mais comentários por causa dos processos em curso". Em 22 de dezembro de 2022, O'Connor divulgou um comunicado dizendo que todas as acusações contra ele foram retiradas e que o caso seria arquivado após uma investigação do Crown Prosecution Service. Imagens de circuito interno de televisão e uma entrevista policial com o parceiro da acusadora – que estava com ela na noite em questão – não correspondiam ao seu relato, o que significa que o caso não passou no teste legal do CPS para acusação.

## Prêmios
Em janeiro de 2018, O'Connor ficou em segundo lugar no prêmio BBC Sound of 2018, atrás da cantora norueguesa Sigrid.

## Discografia

### Álbuns
| Título                   | Detalhes                                                                                                 |
| ------------------------ | --- |
| bcos u will never b free | - Lançamento: 7 de novembro de 2016 - Gravadora: Álbum independente - Formato: Download digital          |
| Apricot Princess         | - Lançamento: 26 de abril de 2017 - Gravadora: Álbum independente - Formato: Download digital, CD, vinil |
| Pony                     | - Lançamento: 25 de outubro de 2019 - Gravadora: Sony Music - Formato: Download digital, CD, vinil       |

### Singles

#### Como artista principal
| Título                                         | Ano  | Certificações | Álbum            |
| ---------------------------------------------- | ---- | ------------- | ---------------- |
| "Uno"                                          | 2016 | —             | Single sem álbum |
| "Best Friend"                                  | 2017 | —             | Single sem álbum |
| "Sunflower"                                    | 2017 | —             | Single sem álbum |
| "Untitled"                                     | 2017 | —             | Apricot Princess |
| "Edition"                                      | 2017 | —             | Single sem álbum |
| "Loving Is Easy" (com Benny Sings)             | 2017 | ARIA: Ouro    | Single sem álbum |
| "You've Got a Friend in Me" (com Randy Newman) | 2018 | —             | Single sem álbum |
| "New House"                                    | 2019 | —             | Pony             |
| "10/10"                                        | 2019 | —             | Pony             |

#### Como artista destaque
| Título | Ano  | Álbuns           |
| --- | ---- | ---------------- |
| "Boredom" (Tyler, the Creator, apresentando Rex Orange County e Anna of the North)                                            | 2017 | Flower Boy       |
| "Forever Always" (Petter Cottontail, apresentando Rex Orange County, Chance the Rapper, Daniel Caesar, Madison Ryann & YEBBA) | 2018 | Single sem álbum |

### Videoclipes
- "Japan" (2016) (de seu álbum Bcos U never B free)
- "Sunflower" (2017) (produzido por Illegal Civ Cinema)[33]
- "Loving Is Easy" (2017) (dirigido por Chris Ullens)[34]
- "Untitled" (2017) (de seu álbum "Apricot Princess")
- "10/10" (2019) (de seu álbum "Pony")